# استان گانزورگو
استان گانزورگو (به لاتین: Ganzourgou Province) یک استان در بورکینافاسو است که در Plateau-Central Region واقع شده‌است.

## خصوصیات
استان گانزورگو ۴٬۱۷۸ کیلومترمربع مساحت و ۳۱۹٬۸۳۰ نفر جمعیت دارد.